# Sebald Beham
Hans Sebald Beham (ur. 1500 w Norymberdze, zm. 22 stycznia 1550 we Frankfurcie nad Menem) – niemiecki malarz, grafik, rytownik tworzący w epoce renesansu. Jest klasyfikowany jako największy po Albrechcie Dürerze mistrz „małej formy”.

## Życiorys
Urodził się w rodzinie artystów w Norymberdze. Starszym o dwa lata bratem artysty był Barthel Beham. W 1525, wraz z bratem, został wygnany z Norymbergi za tak zwane „bezbożne malarstwo”. Oskarżony o herezję (wobec luteranizmu), bluźnierstwa i nieuznawanie upoważnienia Rady Miasta. Po trzech miesiącach banicji mógł wraz z bratem wrócić do miasta, niemniej został wygnany ponownie w 1528, po publikacji książki, w której zamieścił wizerunek konia, uważany za plagiat z niepublikowanego rękopisu Albrechta Dürera, który niedawno zmarł. Dalsze życie spędził na pracy, mieszkając w różnych niemieckich miastach. Od 1532 mieszkał głównie we Frankfurcie, aż do śmierci w 1550 roku.

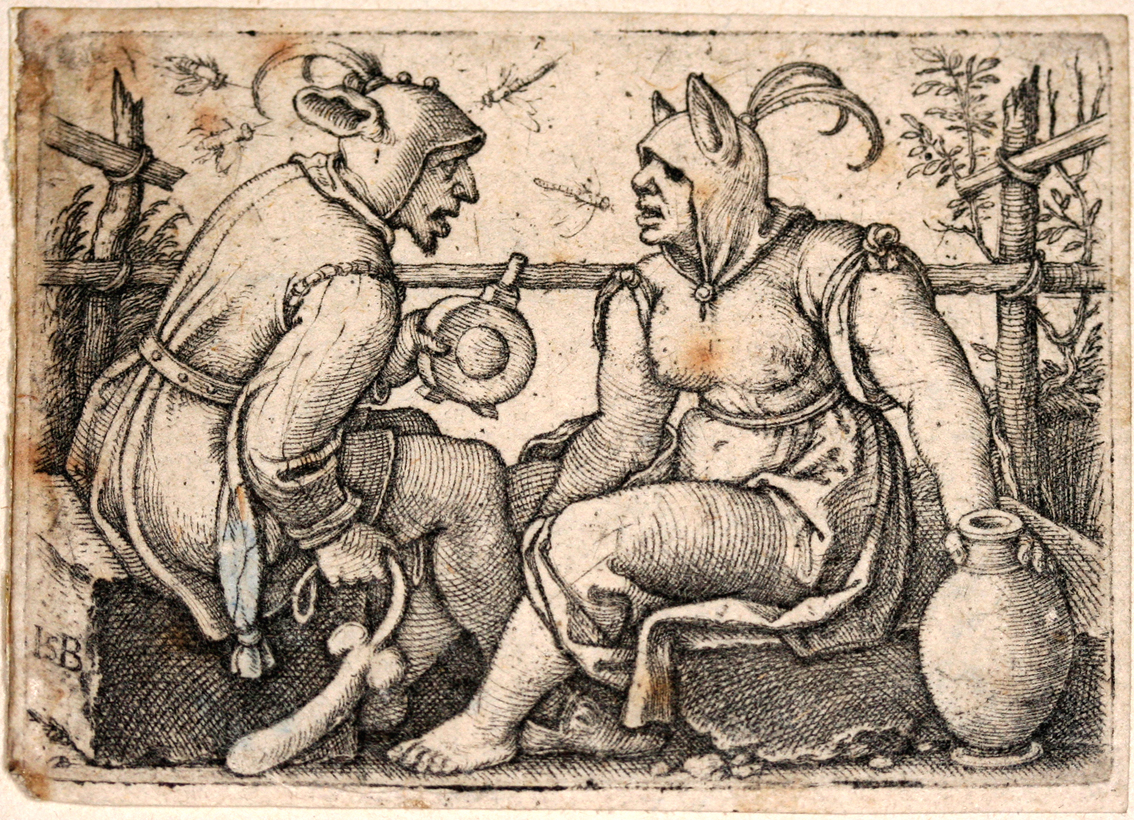
„Atrybuty błazeńskie” drzeworyt H.S. Behama

Beham jest najbardziej znany jako płodny grafik. Znanych jest jego około 252 grafik i 1500 drzeworytów, w tym ilustracje do książek. Pracował intensywnie przy bardzo szczegółowych miniaturach i rycinach, w wielu przypadkach tak małych jak współczesne znaczki pocztowe. Jest znany również z projektowania witraży.
W swoich pracach podejmuje szereg rozmaitych tematów, ale jest szczególnie znany z dokumentowania scen z życia chłopów oraz wyobrażeń mitologicznych i historycznych. Często jego prace nawiązują do pierwiastka erotycznego. Jego wczesna twórczość rozwijała się w cieniu Dürera.

## Dodatkowa informacja
Hansa Sebalda Behama nie należy mylić z osobą jego imiennika – Hansa Behema (lub Behama lub Böhm), również z Norymbergi i współczesnego jemu, który to był ludwisarzem i wykonał odlew dzwonu Zygmunt znajdujący się na Wawelu, na zlecenie króla Zygmunta I Starego.